# 佐世保市立三川内小学校
佐世保市立三川内小学校（させぼしりつ みかわちしょうがっこう）は、長崎県佐世保市口の尾町（くちのおちょう）にある公立小学校。

## 概要
佐世保東部、佐賀県境に近い三川内地域にある小学校。児童数183名、9学級（特別支援学級1を含む、2020年度）。2014年（平成26年）に創立140周年を迎えた。
校章
「小」の文字を図案化したものを背景にして中央に校名の「三川内」の文字（縦書き）を置いている。
校歌
作詞は山口一夫、作曲は久野周市による。歌詞は3番まであり、歌詞中に校名は登場しない。

## 沿革
- 1874年（明治7年）2月[2] - 三川内村に「三川内小学校」、折尾瀬村桑木場に「松尾小学校」と同村木原に「前平小学校」が設置される。
- 1879年（明治12年）3月 - 三川内小学校と松尾小学校を統合の上、前田円常寺に「早川小学校」を設置。前平小学校を前平分校とする。
- 1886年（明治19年）9月 - 小学校令の施行により、分校を統合。尋常科（修業年限4年）を設置の上「尋常折尾瀬小学校」に改称。三川内本町の権現横に移転。児童数80名。
- 1889年（明治22年）4月1日 - 町村制の施行により、三川内村が折尾瀬村に統合される。これにより折尾瀬村立の小学校となる。
- 1891年（明治24年）12月 - 木造2階建て校舎1棟を増築。
- 1892年（明治25年）12月 - 高等科（修業年限4年）を設置の上、「折尾瀬尋常高等小学校」に改称（尋常科4年・高等科4年）。
- 1908年（明治41年）4月1日 - 小学校令の改正により、義務教育年限（尋常科の修業年限）が4年から6年に延長される。
  - 旧高等科1年を尋常科5年、旧高等科2年を尋常科6年、旧高等科3年を高等科1年、旧高等科4年を高等科2年に振り替える（尋常科6年・高等科2年）。
- 1941年（昭和16年）4月1日 - 国民学校令の施行により、「折尾瀬国民学校」に改称。尋常科を初等科に改める（初等科6年・高等科2年）。
- 1947年（昭和22年）4月1日 - 学制改革（六・三制の実施）が行われる。
  - 国民学校の初等科が改組され「折尾瀬村立折尾瀬小学校」となる。
  - 国民学校の高等科が青年学校の普通科と統合され、新制中学校「折尾瀬村立折尾瀬中学校」が発足。
- 1948年（昭和23年）9月12日 - 大雨で山崩れが発生し、校舎・校地が被害を受ける。
- 1949年（昭和24年）9月 - 学校讃歌（校歌）を制定。
- 1955年（昭和30年）4月1日 - 折尾瀬村が佐世保市に編入される。これにより「佐世保市立三川内小学校」（現校名）に改称。
- 1957年（昭和32年）3月 - 完全給食を実施。
- 1963年（昭和38年）4月1日 - 特殊学級を設置。
- 1970年（昭和45年）5月 - 佐世保市により三川内中央公民館が体育館として移管される。
- 1974年（昭和49年）2月 - 創立100周年記念式典を挙行。
- 1976年（昭和51年）6月 - 成式。
- 1977年（昭和52年）6月 - 新校舎が一部完成し、一部学年が授業を開始。
- 1978年（昭和53年）
  - 4月 - 新校舎がすべて完成し、移転を完了。全校児童の授業を開始。
  - 7月 - プールが完成。
- 1979年（昭和54年）1月 - 第2校舎が完成。
- 1994年（平成6年）2月 - パソコンを設置。
- 2004年（平成16年）2月 - 陶芸教室が完成。
- 2006年（平成18年）12月 - ふれあいルームを新設。
- 2007年（平成19年）3月 - 新プールが完成。
- 2008年（平成20年）9月 - 佐世保市立三川内中学校との間で親子給食を開始。三川内小学校が親、三川内中学校が子で、小学校で調理した給食を中学校へ配送する方式。
- 2012年（平成24年）10月 - 体育館の耐震工事が完了。
- 2013年（平成25年）2月 - 佐世保市防災行政無線の屋外拡声支局が設置される。

## 教育方針
学校教育目標：「夢に向かい　自ら学び、考え、行動する　心豊かな子どもの育成」
郷土「三川内地域」に誇りを持ち、たくましく未来を切り拓いて行く、心豊かで元気のある子どもを育成する。

## 通学区域
・佐世保市
桑木場町（くわこばちょう）、新替町（しんがえちょう）、三川内本町（みかわちほんまち）、木原町（きはらちょう）、下の原町（しものはるちょう）、塩浸町（しおひたしちょう）、口の尾町（くちのおちょう）、横手町（よこてちょう）、心野町（ここんのちょう）、三川内町（みかわちちょう）、三川内新町（みかわちしんまち）、新行江町（しんぎょうえちょう）、吉福町（よしふくちょう）、 江永町（えながちょう）。

## 進学先中学校
佐世保市立三川内中学校

## 校区内の主な施設
- 三川内焼美術館（三川内焼伝統産業会館）
- デイリーヤマザキ 佐世保三川内本町店
- 佐世保国際カントリー俱楽部
- 佐世保市立三川内中学校
- 佐世保市役所三川内支所
- 三川内中央運動公園
- 牧のうどん三川内店
- 三川内郵便局
- 三川内病院

## 交通
最寄りの鉄道駅
- JR九州 佐世保線 「三河内駅」

最寄りのバス停
- 西肥バス「三川内小学校前」バス停

最寄りの幹線道路
- 国道35号「三川内小学校入口」
- 西九州自動車道「佐世保三川内IC」